# Поволгожје
Поволгожје (рус. Поволжье, „дуж Волге“) је историјска област у Русији која обухвата слив реке Волге, најдуже реке у Европи, у средњој и јужној европској Русији.
Регион Волге је културно подељен на три дела:
- ■ Област Горње Волге - од извора реке Волге у Тверској области до ушћа реке Оке у Нижњем Новгороду,
- ■ Средња Волга - од ушћа реке Оке до ушћа реке Каме јужно од Казања,
- ■ Област Доње Волге - од ушћа реке Каме до делте Волге у Каспијском мору, у Астраханској области.

Географске границе региона су нејасне, а термин „Волга регион” се користи за означавање пре свега средњег и доњег дела, који су укључени у Волшки федерални округ и „Волшки економски регион”.

## Географија
Регија Волге је скоро у потпуности унутар Источноевропске равнице, са уочљивом разликом у контрасту између узвишене западне стране која приказује Волшку висораван и источне стране познате као Трансволга (руски: Заволжье, Заволжје). Потоњи се састоји од узвишене Високе Трансволге и низије Ниске Трансволге. Регион Идел-Урал, скуп од шест федералних субјеката између реке Волге и Уралских планина, генерално се сматра делом Поволшке области, иако река не протиче кроз сваку од њих. Идел-Урал се налази унутар великог северозападног испупчења слива реке Волге, укључујући бројне притоке као што је река Малаја Кокшага. Такође укључује притоке, као што је река Белаја која се спаја са реком Камом, притоком Волге.

## Историја
Према различитим изворима, регион је углавном био насељен словенским, турским и викиншким народом. Поволгожје је одиграло важну улогу у настанку Руског каганата. Реку Волгу су користили углавном трговци из оријенталног и викиншког света.

## Становништво
Регион је дом великом делу руског становништва, а главни градови Јарослављ, Кострома, Нижњи Новгород, Чебоксари, Казањ, Уљановск, Тољати, Самара, Саратов, Волгоград и Астрахањ се налазе директно на реци Волги. Остали већи градови на притокама Волге су Рјазањ, Дзержинск, Калуга и Орел на реци Оки, Пенза на реци Сури, Перм и Набережније Челни на реци Ками, Јошкар Ола на реци Малаја Кокшага и Димитровград на реци Бољшој Черемшан.
Главни градови који се налазе на притокама Волге укључују и Москву, највећи град и главни град Русије, на реци Москви, притоци реке Оке. Киров се налази на реци Вјатки, а Уфа, Стерлитамак и Салават на реци Белој, обе притоке реке Каме.

## Повезано
- Поволшки федерални округ
- Глад у Русији 1921–1922.